# Selliguea balbi
Selliguea balbi är en stensöteväxtart som beskrevs av Peter Hans Hovenkamp.
Selliguea balbi ingår i släktet Selliguea och familjen Polypodiaceae. Inga underarter finns listade i Catalogue of Life.